# Wanted at Headquarters
Wanted at Headquarters er en amerikansk stumfilm fra 1920 af Stuart Paton.

## Medvirkende
- Eva Novak som Kate Westhanger
- Agnes Emerson som Moya Flanbaugh
- Lee Shumway som Michael Pretherson
- William Marlon som George Flanbaugh
- Lloyd Sedgwick som Ralph Sapson
- Howard Davies som Westhanger
- George Chesebro som Tommy Carter
- Frank Clark